# Amyema hexantha
Amyema hexantha är en tvåhjärtbladig växtart som först beskrevs av Elmer Drew Merrill, och fick sitt nu gällande namn av B.A. Barlow. Amyema hexantha ingår i släktet Amyema och familjen Loranthaceae. Inga underarter finns listade i Catalogue of Life.